# Peta
Peta je kod sisavca izbočina se na stražnjem dijelu stopala. Oblik pete određuju petne kosti (lat. Calcaneus), masno tkivo i koža. Na peti se nalazi ahilova tetiva koja prenosi snagu mišića lista na petu.